# Papirus 63
Papirus 63 (według numeracji Gregory-Aland), oznaczany symbolem {\displaystyle {\mathfrak {P}}^{63}} – grecki rękopis Nowego Testamentu, spisany w formie kodeksu na papirusie. Paleograficznie datowany jest na V lub VI wiek. Zawiera fragmenty Ewangelii Jana.

## Opis
Zachowały się jedynie fragmenty Ewangelii Jana (3,14-18; 4,9-10).

## Tekst
Tekst grecki rękopisu reprezentuje aleksandryjską tradycję tekstualną, z bizantyjskimi naleciałościami. Kurt Aland zaklasyfikował go do kategorii II.

## Historia
Tekst rękopisu opublikowali L. Casson, oraz E. L. Hettich w 1946 roku. Aland umieścił go na liście rękopisów Nowego Testamentu, w grupie papirusów, dając mu numer 63.
Rękopis datowany jest przez INTF na V/VI wiek.
Obecnie przechowywany jest w Staatliche Museen zu Berlin (Inv. 11914) w Berlinie.